# مبدأ كافالييري

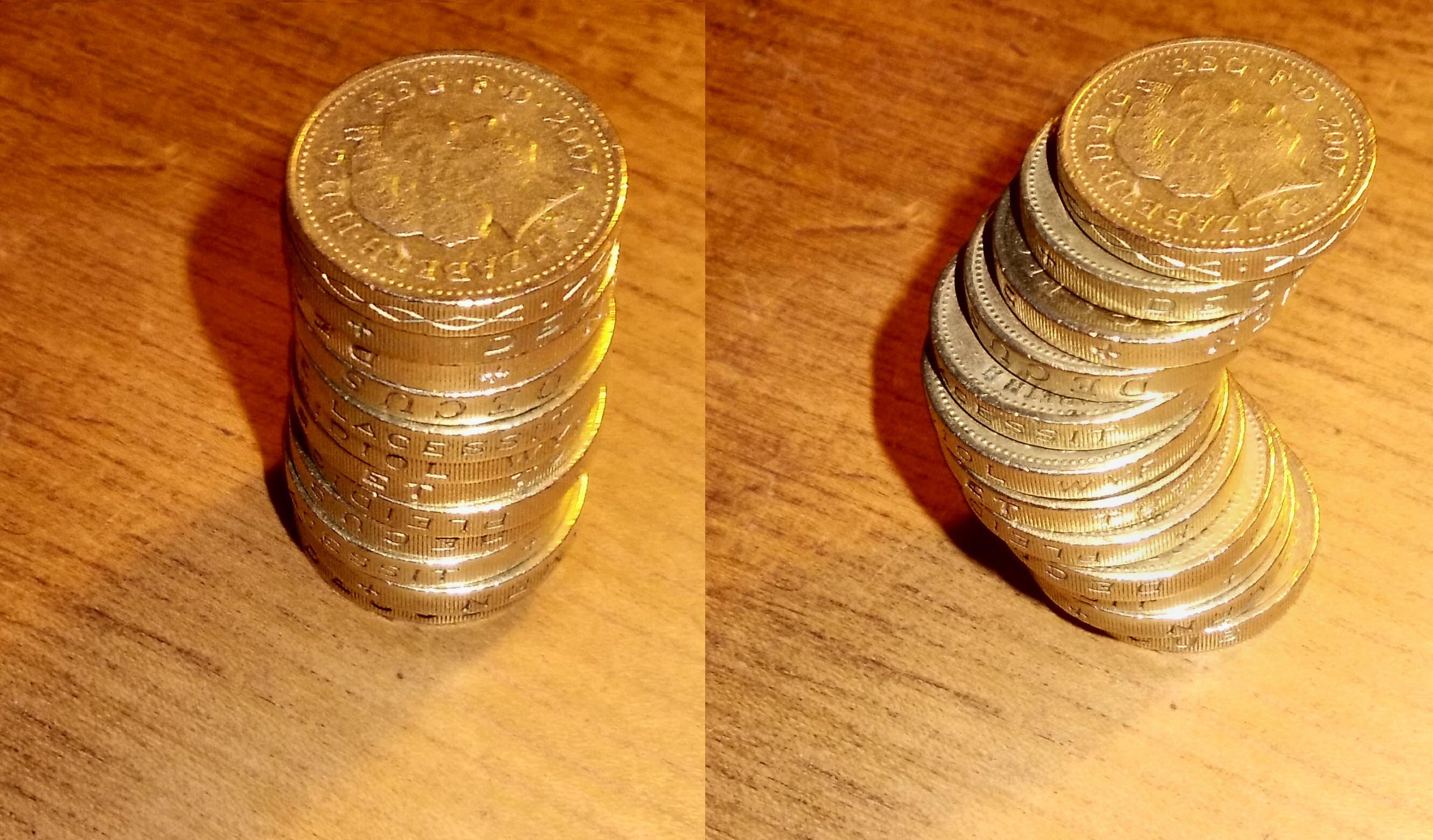
كومتان من النقود لهما نفس الحجم، توضّح مبدأ كافالييري في ثلاثة أبعاد

في الهندسة، مبدأ كافالييري، الذي سُمّي على اسم بونافنتورا كافاليري، ينصّ على ما يلي:
- الحالة ثنائية الأبعاد: افرض أن شكليْن في مستوى يقعان بين خطيْن متوازييْن. إذا تقاطع كل خط موازٍ لهذين الخطين مع الشكلين في مقاطع متساوية الطول، فإن للشكلين نفس المساحة.
- الحالة ثلاثية الأبعاد: افرض أن مجسّميْن يقعان بين مستوييْن متوازييْن. إذا تقاطع كل مستوى موازٍ لهذين المستوييْن مع هذين المجسّميْن في مقاطع عرضية ذات مساحات متساوية، فإنّ للمجسّمين نفس الحجم.

- يمكن النظر إلى مبدأ كافالييري كخطوة أولى باتجاه حساب التكامل.
- يُعد المبدأ صورة خاصة مبكّرة من نظرية فوبيني.
- تطوّر مبدأ كافالييري نتيجة الأسلوب الإغريقي القديم المعروف باسم أسلوب الاستنفاذ، الذي استعمل الحدود ولكن ليس القيم المتناهية الصغر.

## تاريخ

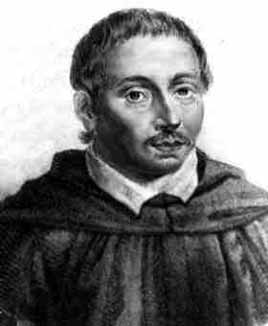
بونافنتورا كافالييري، الرياضي الإيطالي الذي سُمّي المبدأ على اسمه

بالأصل، أُطلق على مبدأ كافالييري اسم «أسلوب الغير قابل للتقسيم». استطاع أرخميدس أن يجد حجم الكرة بواسطة معرفة أحجام المخروط والأسطوانة بطريقة تشبه مبدأ كافالييري. في القرن الخامس للميلاد، أسس زو تشونزي وابنه زو غينتشي أسلوباً مشابهاً لمعرفة حجم الكرة. الانتقال من أسلوب الغير قابل للتقسيم لكافالييري إلى الحساب المتناهي الصغر لجون واليس وإيفانجيلستا تورشيللي، شكّل قفزة نوعية في تاريخ حساب التفاضل والتكامل. 

## أمثلة

### الكرات

المقطع العرضي الدائري في الكرة له نفس مساحة المقطع العرضي الخاتميّ في جزء الأسطوانة الموجود خارج المخروط.

إذا علمنا أن حجم المخروط هو 1/3 * القاعدة * الارتفاع، يمكننا استخدام مبدأ كافالييري للتوصّل إلى أن حجم الكرة هو {\displaystyle {\frac {4}{3}}\pi r^{3}}حيث {\displaystyle r} هو نصف القطر.
ويتم ذلك على النحو التالي: لنتخيّل كرة نصف قطرها {\displaystyle r} واسطوانة قطرها {\displaystyle r} وارتفاعها {\displaystyle r}. داخل الأسطوانة، يوجد مخروط رأسه في مركز الكرة، وقاعدته هي قاعدة الأسطوانة. حسب نظرية فيثاغورس، المستوى الذي يقع على ارتفاع {\displaystyle y} فوق «خط الاستواء» يتقاطع مع الكرة في مساحة قدرها {\displaystyle \pi \left(r^{2}-y^{2}\right)}. المساحة المتشكّلة من التقاطع مع الجزء الخارجي من المخروط هي أيضا {\displaystyle \pi \left(r^{2}-y^{2}\right)}. حجم المخروط المذكور هو {\displaystyle {\frac {1}{3}}} حجم الاسطوانة، ولذا، حجم الجزء الخارجي للمخروط هو {\displaystyle {\frac {2}{3}}} حجم الاسطوانة. وبالتالي فإن حجم النصف العلوي من الكرة هو {\displaystyle {\frac {2}{3}}} حجم الاسطوانة. حجم الاسطوانة:
القاعدة * الارتفاع = {\displaystyle {\text{base}}\times {\text{height}}=\pi r^{2}\cdot r=\pi r^{3}}
(«القاعدة» في وحدات المساحة; «ارتفاع» في وحدات المسافة. المساحة × المسافة = حجم.)
وبالتالي فإن حجم النصف العلوي من الكرة {\displaystyle \left({\frac {2}{3}}\right)\pi r^{3}} ، والكرة (بنصفيها) {\displaystyle \left({\frac {4}{3}}\right)\pi r^{3}}.

### المخاريط والأهرامات
من أجل أن نبرهن أن حجم أي هرم، بغض النظر عن شكل قاعدته، سواء كانت دائرية كما في حالة المخروط، أو مربع كما في حالة الأهرامات المصرية، أو أي شكل آخر هو (1/3) × القاعدة × الارتفاع، يكفينا - بالاستناد إلى مبدأ كافالييري - أن نبرهن ذلك لهرم واحد.  يمكن، في البداية، أن نبيّن ذلك بتقسيم الجزء الداخلي من موشور ثلاثي إلى أجزاء هرمية متساوية الأحجام. تظهر المساواة بين هذه الأهرام الثلاث باستخدام مبدأ كافالييري.
في الواقع، مبدأ كافالييري أو ادعاء مشابه في متناهيات الصغر ضروري لحساب حجم المخاريط وحتى الأهرامات، وهي ما تنطوي عليه مشكلة هيلبرت الثالثة – الأهرامات متعددة السطوح والمخاريط لا يمكن تقطيعها وإعادة ترتيبها في شكل عادي (معياري)، لذلك يجب مقارنتها بوسائل حسابية متناهية الصغر. استخدم اليونانيون القدماء عدة طرق لحساب هذه الأحجام، مثل حجج أرخميدس الميكانيكية أو طريقة الاستنفاد لحساب هذه الكميات.

## وصلات خارجية
- حساب التكامل لكافلييري